# Shadowland
Az 1988-as Shadowland k.d. lang debütáló szólólemeze. Szerepel az 1001 lemez, amit hallanod kell, mielőtt meghalsz című könyvben.

## Az album dalai
| 1. | Western Stars                                | Chris Isaak                           | 3:12 |
| 2. | Lock, Stock and Teardrops                    | Roger Miller                          | 3:28 |
| 3. | Sugar Moon                                   | Cindy Walker, Bob Wills               | 2:26 |
| 4. | I Wish I Didn't Love You So                  | Frank Loesser                         | 3:07 |
| 5. | (Waltz Me) Once Again Around the Dance Floor | Don Goodman, Sara Johns, Jack Rowland | 2:35 |
| 6. | Black Coffee                                 | Sonny Burke, Paul Francis Webster     | 3:17 |

| 1. | Shadowland | Dick Hyman, Charles Tobias                                                               | 2:28 |
| 2. | Don't Let the Stars Get in Your Eyes                                                                                | Slim Willet                                                                              | 2:20 |
| 3. | Tears Don't Care Who Cries Them                                                                                     | Fred Tobias, Charles Tobias                                                              | 3:03 |
| 4. | I'm Down to My Last Cigarette                                                                                       | Harlan Howard, Billy Walker                                                              | 2:46 |
| 5. | Busy Being Blue | Stewart MacDougall                                                                       | 3:40 |
| 6. | Honky Tonk Angels' Medley In the Evening (When the Sun Goes Down) You Nearly Lose Your Mind Blues Stay Away from Me | Leroy Carr, Don Raye Ernest Tubb Alton Delmore, Rabon Delmore, Wayne Raney, Henry Glover | 2:55 |

## Közreműködők
- k.d. lang – ének
- Harold Bradley – bendzsó, basszusgitár, ukulele, gut string gitár
- Jimmy Capps – ritmusgitár
- Buddy Emmons – steel gitár
- Tony Migliore – zongora, harmonika
- Roger Morris – zongora
- Hargus "Pig" Robbins – zongora
- Hal Rugg – steel gitár
- Buddy Spicher – hegedű
- Henry Strzelecki – basszusgitár
- Pete Wade – elektromos gitár
- Rob Hajacos – hegedű
- Buddy Harman – dob
- Jim Horn – szaxofon
- The Nashville String Machine
  - Bill McElhiney – hangszerelés
  - David Angell – hegedű
  - Roy Christensen – cselló
  - Connie Ellisor – hegedű
  - Ted Madsen – hegedű
  - Bob Mason – cselló
  - Pamela Sixfin – hegedű
  - Carl Gorodetzky – hegedű
  - Dennis Molchan – hegedű
  - George Binkley III – hegedű
  - John Borg – brácsa
  - Gary VanOsdale – brácsa
  - Anthony LaMarchina – cselló
  - Lee Larrison – hegedű
- The Jordanaires – vokál a Western Stars, I Wish I Didn't Love You So és Tears Don't Care Who Cries Them dalokon
  - Gordon Stoker
  - Louis Dean Nunley
  - Neal Matthews, Jr.
  - Duane West
- Tennessee – vokál a Lock, Stock and Teardrops, Sugar Moon, Don't Let the Stars Get in Your Eyes és I'm Down to My Last Cigarette dalokon
  - Hurshel Wiginton
  - Doug Clements
  - Louis Dean Nunley
  - Jim Ferguson
- The Honky Tonk Angels – vokál a Honky Tonk Angels' Medley-n
  - Brenda Lee
  - Loretta Lynn
  - Kitty Wells

### Produkció
- producer – Owen Bradley
- hangmérnök – Bobby Bradley

## Fordítás
Ez a szócikk részben vagy egészben a Shadowland (k.d. lang album) című angol Wikipédia-szócikk ezen változatának fordításán alapul.  Az eredeti cikk szerkesztőit annak laptörténete sorolja fel. Ez a jelzés csupán a megfogalmazás eredetét és a szerzői jogokat jelzi, nem szolgál a cikkben szereplő információk forrásmegjelöléseként.